# Chi Vẹm
Vẹm hoặc Sò mai (phương ngữ miền Nam) (Danh pháp khoa học: Mytilus) là chi trai nước mặn phân bố toàn cầu có kích thước từ trung bình đến lớn thuộc họ Mytilidae.

## Phân loài
Các loài trong chi Mytilus bao gồm:

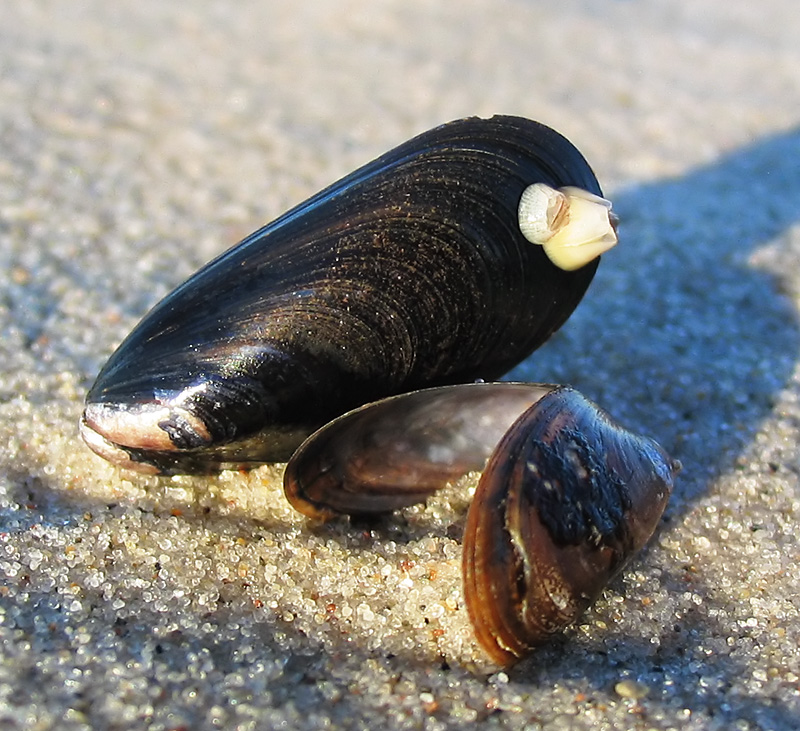
Vỏ Mytilus edulis đã chết ở bờ biển

- Mytilus californianus Conrad, 1837  - trai California
- Mytilus coruscus Gould, 1861
- Loài phức hợp Mytilus edulis:
  - Mytilus edulis Linnaeus, 1758  - trai xanh ăn được
  - Mytilus galloprovincialis Lamarck, 1819  - trai Địa Trung Hải
  - Mytilus planulatus Lamarck, 1826 
  - Mytilus platensis d'Orbigny, 1846 = Mytilus chilensis (Hupé, 1854) - trai Chile (đang tranh cãi về phân loại)
  - Mytilus trossulus Gould, 1850